# Gush Dan

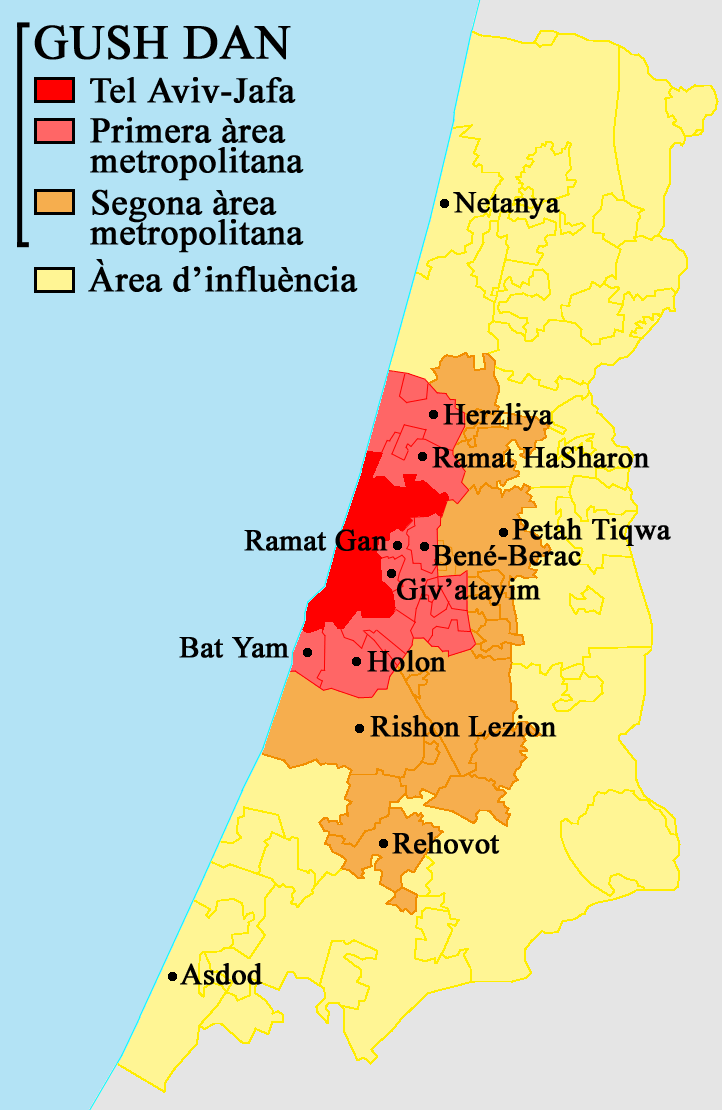
Mapa de Gush Dan

Gush Dan (en hebreu, גוש דן) és l'àrea metropolitana de la ciutat israeliana de Tel-Aviv i s'estén pel districte de Tel-Aviv i el districte central al llarg de la costa mediterrània. El nom significa "el bloc de Dan", i s'anomena així per la tribu de Dan, un dels fills de Jacob, de l'antic regne d'Israel.
És l'aglomeració urbana més important d'Israel, concentrant una població d'uns 3.5 milions de persones. Té una primera corona metropolitana, que inclou les ciutats de Tel-Aviv, Bat Yam, Holon, Ramat ha-Xaron, Ramat Gan, Giv'atayim, Bené-Berac, Herzliya, Or Yehudà, Giv'at Shmuel i Onó, així com diferents municipis més petits. La segona corona metropolitana inclou Pétah Tiqvà, Hod ha-Xaron, Kefar Saba, Raanana, Yehud, Ramla, Lod, Rixon le-Tsiyyon, Ness Ziona i Rehobot.
La regió es vertebra mitjançant les autopistes Ayalon, 1, 2 i 4. És prevista la construcció d'una autopista orbital, l'autopista 6.

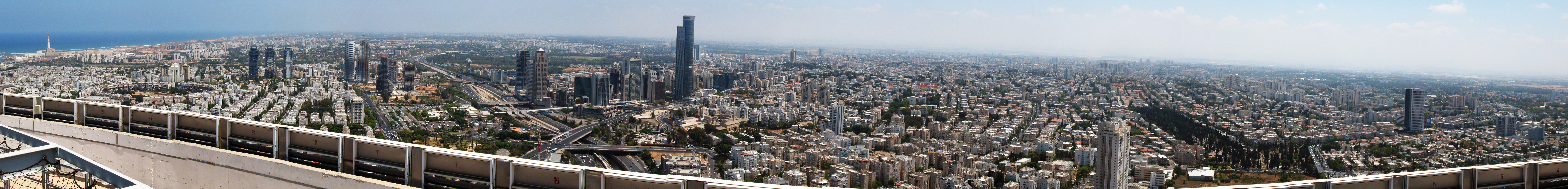
Panoràmica